# باشگاه فوتبال زوریخ
باشگاه فوتبال زوریخ (به انگلیسی: FC Zürich) یک باشگاه فوتبال در شهر زوریخ در سوئیس می‌باشد که در سوپر لیگ فوتبال سوئیس بازی می‌کند.
این باشگاه در سال ۱۸۹۶ تأسیس شده‌است.